# Concours de Versailles (1683)
Le Concours de Versailles (1683) est un concours organisé par le roi de France Louis XIV, pour sélectionner quatre musiciens pour la Chapelle royale. Celui-ci se déroula en avril 1683 à Versailles, à la suite de l'inauguration du château de Versailles par le même roi.

## Motif de concours
Pour que ce grand concours se lance à Versailles, il existait plusieurs circonstances qui favorisaient le projet du roi.
D'abord, non seulement le jeune roi Louis XIV aimait la musique mais aussi il comprenait que celle-ci pouvait contribuer à renforcer son prestige, tant lors des célébrations que lors des événements royaux.
Ensuite, avec sa cour, ce roi était définitivement installé au château de Versailles, depuis le mois de mai 1682. En attendant qu'une nouvelle chapelle soit construite, la célébration religieuse était quotidiennement tenue dans la chapelle provisoire, actuellement salon d'Hercule. Cette messe en semaine, chantée, était célébrée en présence du roi. D'où, Louis XIV voulait que cette chapelle royale devienne centre privilégié de la musique sacrée, à la place de la cathédrale Notre-Dame de Paris et de la Sainte-Chapelle.
De surcroît, le roi s'apercevait que ses deux sous-maîtres de chapelle, Henry Du Mont et Pierre Robert qui étaient nés en 1610 et en 1622 environ, étaient assez vieillis. En faveur de sa nouvelle cour à Versailles, il était préférable que les personnels de cette fonction soient renouvelés. (Il est à noter que le maître de Chapelle royale était toujours un religieux de haut rang, qui célébrait la messe dominicale et celle de grandes fêtes en plain-chant (chant grégorien en notes égales, selon la pratique de l'époque)).
Enfin, le Roi-Soleil était sous influence de nouvelle vague, musique italienne. Depuis Johannes Ockeghem, qui était maître de chapelle à Tours sous Charles VII, Louis XI et Charles VIII, la Chapelle du roi était dirigée par les musiciens de l'école franco-flamande et leurs successeurs. Or, le roi accueillait, à la cour, deux musiciens italiens, Jean-Baptiste Lully  et Paolo Lorenzani. En outre, Marc-Antoine Charpentier, disciple de Giacomo Carissimi, était rentré en France. Le roi souhaitait les nouveautés, qui provoquèrent parfois des oppositions des religieux.

## Deux tours du concours
Louis XIV avait déjà lancé un concours auparavant. Il s'agissait du concours confidentiel de 1678, tenu à la suite de la mort de l'organiste Joseph Chabanceau de La Barre. Le roi fit sélectionner quatre musiciens, au lieu d'un. Chaque organiste devait servir pendant trois mois par an. Les lauréats étaient Jacques Thomelin, Guillaume-Gabriel Nivers, Jean-Baptiste Buterne et Nicolas Lebègue. Si, parmi les candidats, Michel-Richard Delalande se trouvait, le roi jugea qu'il était trop jeune.
En 1683, ce système de quartier fut retenu. Toutefois, le concours devint officiel et public, qui était ouvert pour tous les musiciens talentueux dans le royaume. Cette fois-ci, le roi fit expédier une missive aux évêques. Ces derniers étaient priés d'envoyer leurs maîtres de musique de cathédrale, avec leur motet à chanter, lors de la messe de semaine du Chapelle royale. Si la qualité et la beauté de l'œuvre plaisaient le roi et que ce candidat n'ait pas été choisi, leur voyage était remboursé par ce souverain.
Pour le seconde tour, les candidats sélectionnés, maintenant à la moitié, furent de nouveau invités à Versailles et y logèrent aux dépenses du roi. Ce tour était rigoureux, car chacun était enfermé pendant six jours pour composer un motet, duquel le texte d'un psaume était imposé,. Durant ces jours d'isolement dans un logement, aucun contact avec l'extérieur n'était autorisé tandis que le repas était glissé par une trappe.
Le psaume appliqué était, d'après la composition de Delalande, le psaume 32 (31), qui est l'un des cantiques attribués au roi David. Ce texte était donc convenable au concours et au Roi-Soleil.

## Candidats

### Premier tour
Le Mercure galant du mois d'avril 1683 détaillait les deux étapes de concours. Le premier tour comptait 35 candidats, présentés par cette revue selon l'ordre des exécutions, tenues en avril :
1. Mignon (Jean Mignon) :
maître de musique de la Notre-Dame de Paris ;
2. Oudot (Claude Oudot) :
chanteur du duc Philippe d'Orléans[8] et du dauphin Louis de France, compositeur de la musique de l'Académie française[9],[10] ;
3. Dache
[Jean Dache, originaire de la Musique du Roi selon Marcelle Benoit (1971)[11], mais difficile à retrouver / Jean Dassy (Dassi) était en service à la Chapelle royale en tant que chanteur de taille[12]] ;
4. Lalande (Michel-Richard Delalande) :
professeur du clavecin des filles de Louis XIV, Louise-Françoise de Bourbon et Françoise-Marie de Bourbon, organiste de l'église Saint-Jean-en-Grève ;
5. Minoret (Guillaume Minoret) :
élève de Pierre Robert à la Notre-Dame de Paris[6], en service à l'église Saint-Germain-l'Auxerrois de Paris ;
6. Daniëlis (Daniel Danielis) :
 ancien maître de chapelle de la cour de Gustave-Adolphe de Mecklembourg-Güstrow séjournant à Paris[13],[14] ;
7. Collasse (Pascal Collasse) :
disciple de Jean-Baptiste Lully pour lequel il devenait collaborateur[6] ;
8. Grabus (Louis Grabus) :
compositeur et maître adjoint de musique du roi d'Angleterre Charles II converti au catholicisme[15] ;
9. Le Sueur (Jaques Lesueur) :
maître des enfants de chœur de la cathédrale de Rouen depuis 1667[16],[17] ;
10. Charpentier (Marc-Antoine Charpentier) :
maître de musique de la famille de Guise sous la protection de Marie de Guise, compositeur pour le dauphin Louis de France entre 1679 et 1682[18] ;
11. Laloüette (Jean-François Lalouette) :
fonction inconnue, disciple de Jean-Baptiste Lully ;
12. Menaut (Pierre Menault) :
maître de chapelle de la cathédrale de Châlons-en-Champagne ;
13. Malet (André Malet) :
maître de musique des États de Languedoc à Montpellier[19],[20] ;
14. Rebel (Jean Rebel, père de Jean-Féry Rebel) :
chanteur en haute-contre de la Chapelle royale[12] et de la Musique de la reine Marie-Thérèse d'Autriche[21] ;
15. Salomon (Joseph-François Salomon) :
claveciniste de la reine Marie-Thérèse d'Autriche[21] ;
16. Gouppillier (Nicolas Goupillet) :
maître de musique de la cathédrale de Meaux ;
17. Sevry :
18. Jouvain :
19. Girard
[possibilité de Pierre Girard[22], organiste et compositeur à Lyon[23]] ;
20. Poirier (Jean Poirier) :
un des quatre chapelains-chanteurs (chantres), en quartier, de la Chapelle royale[12],[11] et en même fonction pour le duc d'Orléans[24]. il avait été formé à l'origine comme enfant de chœur à la cathédrale d'Orléans, avant de devenir maître de latin et chanoine de résidence de cette cathédrale.
21. Gervais :
22. Desmares (Henry Desmarest) :
page de la Chapelle royale sous Pierre Robert et Henry Du Mont ;
23. Fernon
[soit Nicolas Fernon (dit Fernon l'aîné)]
[soit Louis Fernon (dit Fernon le cadet)]
chanteurs de la Chapelle royale et de la Musique de la reine Marie-Thérèse d'Autriche[12],[21] ;
24. Fossart
[soit Jean-Baptiste Fossard, selon Jean Duron (2007) et Thierry Favier (2009)] :
maître de musique à Angers[19],[25] (à la cathédrale ou à la collégiale Saint-Martin), personnage difficile à trouver dans les dossiers en ligne sauf un document de 1780[26] ;
[soit François Fossard, selon Laurence Decobert (2011)] :
membre des Petits Violons du Roi, garde de la bibliothèque de la Musique du Roi dont le successeur était André Danican Philidor[27] ;
25. Bouttelier (Louis Bouteiller) :
maître de musique de la cathédrale du Mans ;
26. Tabaret (Pierre Tabart) :
successeur de Minoret en tant que maître de musique de la cathédrale Sainte-Croix d'Orléans ;
27. La Garde :
28. Burat
[sans doute Sébastien Burat] :
titulaire du grand orgue et enseignant de la musique aux enfants de chœur de la cathédrale Saint-Étienne de Bourges depuis 1671[28], élève de l'organiste de la Chapelle royale Nicolas Lebègue à Paris[29] (voir ci-dessus) ;
29. Loisele :
30. Renault :
31. Champenois :
32. Lorenzani (Paolo Lorenzani) :
maître de la reine Marie-Thérèse d'Autriche, partagé avec Guillaume-Gabriel Nivers ;
33. Prevost (Charles Prévost) :
maître de chapelle de la collégiale royale de Saint-Quentin[19],[30] ;
34. La Grilliere :
35. Nivers (Guillaume-Gabriel Nivers) :
organiste de la Chapelle royale ainsi que maître de la reine Marie-Thérèse d'Autriche, partagé avec Paolo Lorenzani.

En dépit de la proposition de Louis XIV qui assurait son soutien sur les frais de voyage, la plupart des participants étaient venus de la région parisienne ou alentour. André Malet était le seul musicien qui fût arrivé du Sud, de Montpellier. Joseph-François Salomon, originaire de Toulon, et Paolo Lorenzani, né à Rome, étaient déjà en service à la cour. Si la vie de Louis Grabus ou Grabu reste méconnue, il semble qu'il soit né en Catalogne mais vivait, lors du concours, à Londres. Il est possible que celui-ci aussi fût disciple de Lully, d'où sa participation. L'autre candidat étranger, Daniëlis, est de nos jours attribué à Daniel Danielis, un Flamand originaire de Liège qui était capable de maîtriser le style franco-italien,. On trouve, pareillement dans la liste, un certain nombre de musiciens qui étaient déjà en service à la cour de Louis XIV.
Le texte original de la missive de Louis XIV, qui devait théoriquement être conservée aux archives des diocèses français, ne se trouve pas jusqu'ici. La revue Mercure galant reste une seule source fiable sur le concours. Ses listes manquant de prénoms provoquent cependant une difficulté de l'identification. Sans doute Marcelle Benoit était-elle le premier chercheur qui ait tenté d'établir une liste complète des candidats. Après ses recherches, en 1971, elle devait écrire : « Neuf noms échappent à nos recherches.... L'absence de leurs prénoms complique l'identification. »
En ce qui concerne ce Gervais, certes la tradition attribuait ce nom à Charles-Hubert Gervais, mais qui n'avait que 12 ans lors de ce concours. Or, il s'agissait d'un concours pour une fonction, laquelle devait être payée par le roi, en non d'un concours pour honorer l'œuvre. Les tâches étaient nombreuses, telle la formation des enfants de chœur. Comme le maître de chapelle Charles-Maurice Le Tellier n'engageait que la messe ecclésiastique en plain-chant, le sous-maître était le responsable de l'ensemble vocal et instrumental en semaine. Et ce même roi avait hésité, en 1678, à titulariser Michel-Richard Delalande ayant 20 ans, en raison de sa jeunesse. Il faut un indice concret.

### Second tour

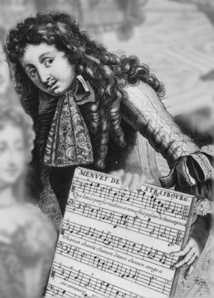
S'il était un compositeur réputé à Paris, Marc-Antoine Charpentier ne put pas participer au deuxième tour.

La revue présentait le résultat du premier tour. 15 candidats restaient dans sa liste. Sans attendre le second tour, Marc-Antoine Charpentier, qui avait réussi à passer le premier, fut éliminé à cause de sa grave maladie : « Le Sieur Charpentier estoit fort malade, dans le temps qu'on a enfermé ces quinze Musiciens ».
Leurs compositions furent successivement exécutées devant le roi et tous ceux qui concernaient, à partir du lundi 26 avril lors de la messe en semaine. Cette année-là, Pâques étaient célébrées le 18 avril. La première était celle de Goupillet :
1. Mignon ;
2. Lalande ;
3. Minoret ;
4. Colasse ;
5. Le Sueur ;
6. Ralet (sic Malet) ;
7. Mebel (sic Rebel) ;
8. Salomon ;
9. Gouppillier ;
10. Desmares ;
11. Fossart ;
12. La Garde ;
13. Lorenzani ;
14. Prevost ;
15. Nivers ;
16. [Charpentier (absent)].

Il est à noter qu'ayant de la sympathie, le roi accorda une pension à ce dernier (Mercure galant, juin 1683, p. 267).

## Sous-maîtres sélectionnés
Chaque juré sélectionna un lauréat en mai, et, le secrétariat de la Maison du Roi enregistra la nomination le 16 mai :
1. janvier - mars : Nicolas Goupillet (choisi par Jacques-Bénigne Bossuet) ;
2. avril - juin : Pascal Collasse (par Jean-Baptiste Lully) ;
3. juillet - septembre : Guillaume Minoret (par Pierre Robert) ;
4. octobre - décembre : Michel-Richard Delalande (par Louis XIV).

Ils étaient assez jeunes. Les trois premiers n'avaient que 33 ou 34 ans. Quant à Delalande, il obtint ce titre à l'âge de 26 ans.
« Les quatre Maistres de Musique de la Chapelle du Roy ont enfin esté nommez. Outre l'avántage qu'ils ont du présent que Sa Majesté leur fait à chacun d'une Charge, ils ont encore celuy d'avoir remporté le prix sur tout ce qu'il a de plus grands Maîtres dans le Royaume. Ces quatre sont Mr Minoret, Maître de Musique de Saint Germain l'Auxerrois de Paris ; Mr Goupillet, Maistre de Musique de l'Eglise de Meaux ; Mr la Lande, Organiste de S. Jean ; & Mr Colasse, Eleve de Mr Lully. Quoy qu'ils doivent servir chacun par quartier, Sa Majesté a neantmoins ordonné que les deux premiers seroient chanter à toutes les Festes solemnelles, parce qu'ils sont Prestres, & qu'il est plus décent de voir Ecclesiastiques ces jours-là. Mr Goupillet servira le quartier de Janvier ; Mr Colasse le quartier d'Avril ; Mr Minoret celuy de Juillet ; & Mr la Lande celuy d'Octobre. » (Mercure galant, mai 1683, p. 230 - 232)
Cette distribution n'était pas sans conséquence. Dorénavant et jusqu'au trépas de Louis XIV, Delalande était toujours confié en faveur des célébrations de la Toussaint, de l'Avent et surtout de Noël, charge plus importante que celle de Minoret, et celles des deux autres à l'exception de Pâques. À partir de 1687, la fête de sainte Cécile, célébrée le 22 novembre, était promue par le roi et ce compositeur.

## Postérité
Auparavant, c'était la ville de Paris, surtout la Notre-Dame de Paris, qui attirait les musiciens talentueux. À la suite de ce grand concours, la Chapelle royale devint l'organisation musicale la plus prestigieuse du royaume de France, sous la protection de Louis XIV. En conséquence, le poste de sous-maître à Versailles était très désiré et cherché par les musiciens de l'époque. Ce prestige était gardé à Versailles, jusqu'à ce que le régent Philippe d'Orléans préfère la Paris, après le décès de Louis XIV en 1715. Finalement, l'évolution du Concert spirituel à Paris provoqua le déclin puis la disparition de la Chapelle royale. Il est symbolique que Jean-Joseph Cassanéa de Mondonville, sous-maître en 1740, soit devenu directeur du Concert spirituel en 1755.

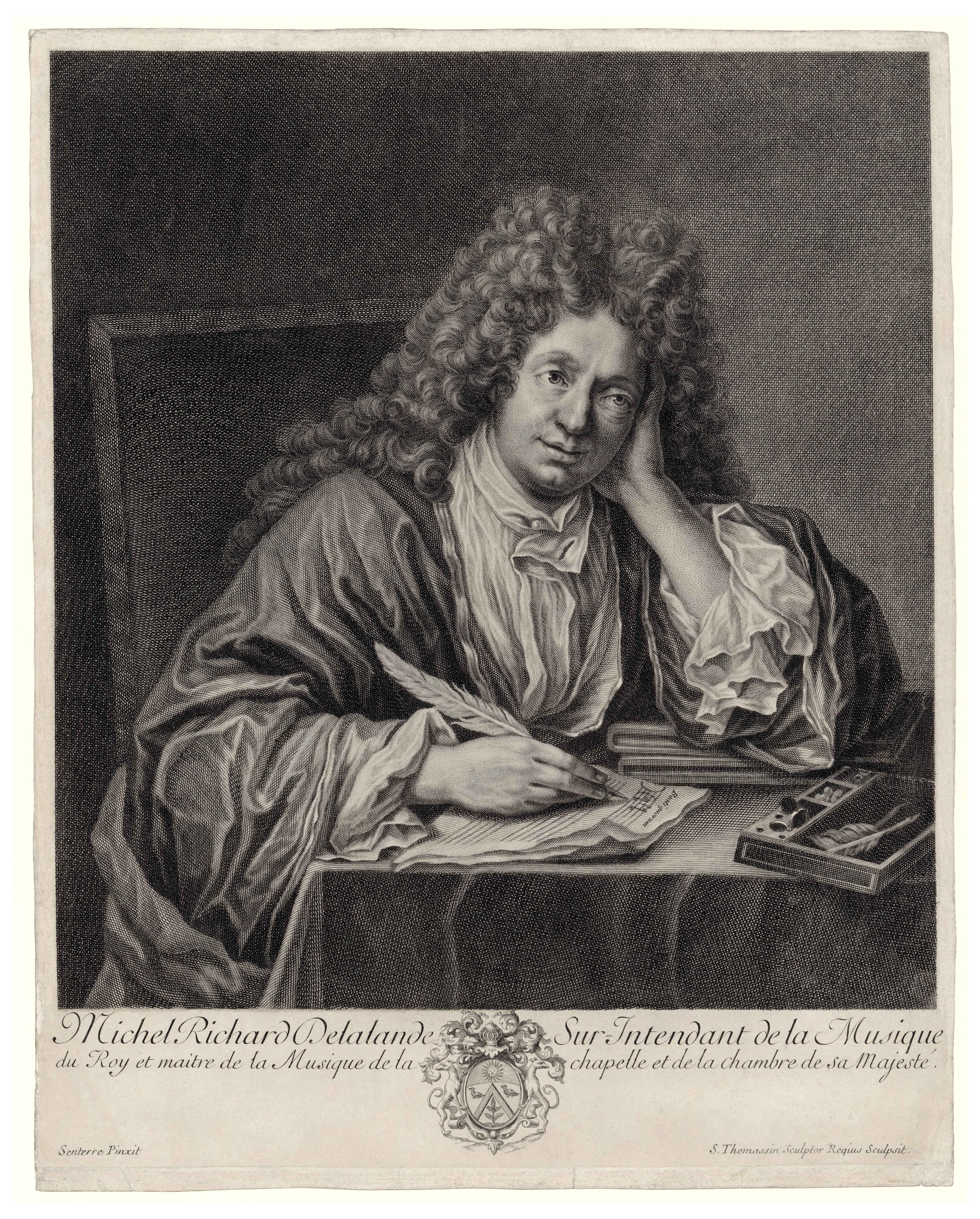
Le véritable gagnant du concours n'était autre que Delalande.

Ce concours était, pour Michel-Richard Delalande, important. Soutenu par le roi, son immense ascension commença avec cet événement. Finalement, il récupéra tous les titres de sous-maître de ses collègues. De plus, il obtint d'autres titres royaux sur la musique, à l'exception de l'organiste, occupé toujours par François Couperin. (Voir aussi
Les principales dates de la vie de Michel-Richard Delalande en boîte déroulante.)
Pour Marc-Antoine Charpentier, l'échec qu'il subit était énorme. En effet, comme il s'agissait de la dernière chance pour lui, il ne réussit jamais à obtenir une fonction pour le roi dans sa vie. Néanmoins, en profitant de sa liberté, Charpentier composa de nombreux chefs-d'œuvre de qualité, avec une grande diversité de style. Paolo Lorenzani, ancien maître de la musique de la reine Marie-Thérèse d'Autriche décédée juste après le concours, aussi devait chercher ses activités à Paris, notamment chez les Jésuites. Cependant, le pape Innocent XII, duquel l'éducation avait été effectuée par les Jésuites, l'invita à Rome, en qualité de maître de Cappella Giulia au Vatican. S'il avait été élu sous-maître, cette promotion n'aurait jamais été possible.
Il est vrai que des autres aussi étaient musiciens de qualité. Ainsi, Jean Rebel fut certes exclu au seconde tour. Or, ce chanteur de haute-contre était le premier musicien de sa famille, qui ait réussi à établir une dynastie à la cour puis à Paris. Son fils Jean-Féry Rebel et son petit-fils François Rebel étaient des membres importants des Vingt-quatre Violons du Roi. Les fonctions accordées à François Rebel se multiplaient, tels les directeurs du Concert Spirituel et de l'Opéra de Paris. De plus, Jean Rebel maria sa fille Renée-Anne, soprano distinguée, à Michel-Richard Delalande en 1684. Tous les membres de la famille royale, dont Louis XIV, firent la signature sur le contrat de mariage. À la suite d'une demande du roi, une de ses deux petites-filles nées par cette union chantera, en 1702, pour la fête de la Nativité de Vierge, devenant la première voix de femme à la Chapelle royale.
Pourtant, plus tard, le concours fut plombé par l'affaire de Nicolas Goupillet, qui n'était pas capable de répondre aux besoins de la Chapelle royale. On découvrit que ses motets étaient en fait composés par Henry Desmarest. Goupillet démissionné, le poste vacant fut accordé à Delalande en 1694.